# Heldrungen
Heldrungen là một thị xã in the Kyffhäuser district, Thüringen, Đức. Đô thị này có diện tích 23,29 km², dân số thời điểm ngày 31 tháng 12 năm 2006 là 2297 người.
Các sông gần đó là Unstrut và Wipper.